# نصب الجندي المجهول (الكرخ)
نصب الجندي المجهول أو (نصب الشهيد) يعود إلى فكرة مستوحاة من تمجيد شهداء الحرب حيث وضع في 5 كانون الثاني عام 1976 الحجر الأساس لهُ. وبدأ بناؤه في عام 1980 في وسط بغداد عند بدء الحرب مع إيران. وفي عام 1983 اُفتتح مبنى النصب بالقرب من ساحة الاحتفالات الكبرى، وفي عام 1989 اضيف لهُ قوس النصر الذي شُيد ليرمز على الانتصار في الحرب على إيران. وهو عبارة عن سيفين ضخمين، يرسمان في الفضاء قوسا شاسعا، وتمسكهما يدان قويتان، وقيل أن اليدين كانتا نموذجا ليدي صدام حسين، وتحت السيفين خمسة آلاف خوذة لجنود إيرانيين، وهي خوذات حقيقية، ولقد جمعت من ساحات المعارك التي دارت بين البلدين في فترة الحرب، وقد اشترط صدام على جامعيها أن تكون تلك الخوذ قد ثقبها رصاص الحرب، وصمم النصب الفنان خالد الرحال، في فورة الحماس للسلطة وعطاياها، والنصب يوحي بالنصر، في ذات الوقت الذي يوحي بالقوة.